# Orphanistes
Orphanistes är ett släkte av skalbaggar. Orphanistes ingår i familjen vivlar.
Kladogram enligt Catalogue of Life:
| Orphanistes | \| \| Orphanistes eustictus \| \| \| \| \| \| Orphanistes grandis \| \| \| \| |
|             | \| \| Orphanistes eustictus \| \| \| \| \| \| Orphanistes grandis \| \| \| \| |
|             | Orphanistes eustictus                                                         |
|             |                                                                               |
|             | Orphanistes grandis                                                           |
|             |                                                                               |